# Рудолф I фон Папенхайм
Рудолф I фон Папенхайм (на немски: Rudolf I von Pappenheim; † 1326/1335) е благородник от фамилията Папенхайм в Бавария.

## Произход
Той е син на Хайнрих IV фон Папенхайм († 1318 1319) и втората му съпруга Приска фон Щофелн, дъщеря на Конрад фон Щофелн и съпругата му фон Тюбинген.

## Деца
Рудолф фон Папенхайм се жени и има един син:
- Рудолф II фон Папенхайм († сл. 12 март 1340), женен за Катарина († сл. 1341)